# Camille Rose Garcia
Camille Rose Garcia (18 novembre 1970) è una pittrice, scultrice e illustratrice statunitense che vive e lavora a Los Angeles, conosciuta anche per essere parte della seconda ondata di Lowbrow art californiana..

## Biografia
Figlia di musicisti e produttori cinematografici, ex attivisti contro la guerra del Vietnam, Camille Rose Garcia fu cresciuta dalla madre assieme alla sorella in una località nei pressi di Disneyland. Camille Rose Garcia conseguì il Bachelor of Fine Arts presso l'Otis College of Art and Design nel 1992 e poi il Master in Fine Arts presso l'Università della California a Davis nel 1994, per poi tornare a casa ad Huntington Beach in California dove fondò la band The Real Minx.
Tra le sue pubblicazioni sono da menzionare The Saddest Place on Earth (Last Gasp, 2006), The Magic Bottle: A BLAB! Storybook (Fantagraphics, 2006) e Tragic Kingdom (Last Gasp, 2007). I suoi lavori sono stati pubblicati anche da riviste come Modern Painters, Juxtapoz, Rolling Stone, Flaunt, and BLAB! e sua è la copertina dell'album SunnyPsyOp degli ohGr.
Sue opere sono inserite nelle collezioni permanenti del Los Angeles County Museum of Art e del San Jose Museum of Art.

## Mostre
- 2000 - The Happiest Place on Earth - Merry Karnowsky Gallery
- 2001 - The Soft Machine - Merry Karnowsky Gallery
- 2002 - Retreat Syndrome -  Merry Karnowsky Gallery
- 2003 - Operation:Opticon -  Merry Karnowsky Gallery
- 2004 - Ultraviolence Land - Merry Karnowsky Gallery
- 2005 - Plan B - Merry Karnowsky Gallery
- 2005 - Dreamtime Escape Plan - Merry Karnowsky Gallery
- 2005 - Cavern of Sorrow - Mondo Bizzarro Gallery
- 2006 - Subterranean Death Clash - Jonathan LeVine Gallery
- 2007 - Doomcave Daydreams -Merry Karnowsky Gallery
- 2008 - Ambien Somnambulants - Jonathan LeVine Gallery
- 2009 - Down the Rabbit Hole - Merry Karnowsky Gallery
- 2010 - The Hydra of Babylon - Merry Karnowsky Gallery
- 2011 - Sneewittenhen und die Schwarze Lagune - Michael Kohn Gallery
- 2013 - Down the Rabbit Hole - The Walt Disney Family Museum[2]
- 2013  - Black Moon  - Sloan Fine Arts
- 2014  - Black Moon NYC - Sloan Fine Arts
- 2018  - The Ballrooms of Mars - Dorothy Circus Gallery